# Nuklearno gorivo
Nuklearno gorivo je materijal koji se koristi u nuklearnim elektranama za proizvodnju toplote za pogon turbina. Toplota se stvara kada nuklearno gorivo prolazi kroz nuklearnu fisiju.
Većina nuklearnih goriva sadrži teške fisione aktinidne elemente koji su sposobni da se podvrgnu i održe nuklearnu fisiju. Tri najrelevantnija fisiona izotopa su uranijum-233, uranijum-235 i plutonijum-239. Kada su nestabilna jezgra ovih atoma pogođena neutronom koji se sporo kreće, oni se često cepaju, stvarajući dva jezgra ćerke i još dva ili tri neutrona. U tom slučaju, oslobođeni neutroni nastavljaju da cepaju više jezgara. Ovo stvara samoodrživu lančanu reakciju koja se kontroliše u nuklearnom reaktoru ili je nekontrolisana u nuklearnom oružju. Alternativno, ako jezgro apsorbuje neutron bez cepanja, ono stvara teže jezgro sa jednim dodatnim neutronom.

## Oksidno gorivo
Za fisione reaktore, gorivo (tipično na bazi uranijuma) se obično zasniva na metalnom oksidu; oksidi se koriste radije nego sami metali zato što je tačka topljenja oksida mnogo viša od one metala i zato što ne mogu da gore, budući da su već u oksidovanom stanju.

### Uranijum dioksid
Uranijum dioksid je crna poluprovodna čvrsta supstanca. Može se napraviti zagrevanjem uranil nitrata da bi se formirao UO
2.
UO
2(NO
3)
2 · 6 H
2O  →  UO
2 + 2 NO
2 + ½ O
2 + 6 H
2O (g)
Ovo se zatim pretvara zagrevanjem sa vodonikom da bi se formirao UO2. Može se napraviti od obogaćenog uranijum heksafluorida reakcijom sa amonijakom da bi se formirala čvrsta supstanca koja se zove amonijum diuranat, (NH
4)
2U
2O
7. Ovo se zagreva (kalciniše) da bi se formirao UO
3 i U3O8, koji se zatim zagrevanjem sa vodonikom ili amonijakom pretvara u UO2.
UO2 se meša sa organskim vezivom i presuje u pelete, te se pelete zatim peku na mnogo višoj temperaturi (u H2/Ar) da bi se sinterovala čvrsta supstanca. Cilj je formiranje guste čvrste materije koja ima malo pora.
Toplotna provodljivost uranijum dioksida je veoma niska u poređenju sa metalnim cirkonijumom i opada kako temperatura raste. Korozija uranijum dioksida u vodi kontroliše se sličnim elektrohemijskim procesima kao i galvanska korozija metalne površine.
Dok je izložen neutronskom fluksu tokom normalnog rada u okruženju jezgra, mali procenat od 238
U u gorivu apsorbuje višak neutrona i pretvara se u 239
U. 239
U se brzo raspada u 239
Np koji se zauzvrat brzo raspada u 239
Pu. Mali procenat od 239
Pu ima veći poprečni presek neutrona od 235
U. Kako se 239
Pu akumulira pomeranje lančane reakcije sa čistog 235
U na početku upotrebe goriva do odnosa od oko 70% 235
U i 30% 239
Pu na kraju perioda izlaganja goriva od 18 do 24 meseca.

### MOX
Mešoviti oksid, ili MOX gorivo, je mešavina plutonijuma i prirodnog ili osiromašenog uranijuma koji se ponaša slično (mada ne identično) kao izvor obogaćenog uranijuma za koji je dizajnirana većina nuklearnih reaktora. MOX gorivo je alternativa nisko obogaćenom uranijumu (LEU) gorivu koje se koristi u lakovodenim reaktorima koji preovlađuju u proizvodnji nuklearne energije.
Izražena je određena zabrinutost da će korišćena MOX jezgra dovesti do novih izazova za odlaganje, iako je MOX sam po sebi sredstvo za odlaganje viška plutonijuma transmutacijom.
Prerada komercijalnog nuklearnog goriva za proizvodnju MOX-a obavljana je u Selafild MOX postrojenju (Engleska). Od 2015, MOX gorivo se proizvodi u Francuskoj (pogledajte nuklearnu lokaciju Markul), i u manjoj meri u Rusiji (pogledajte Rudarsko-hemijski kombinat), Indiji i Japanu. Kina planira da razvije brzorazmnožavajuće reaktore (pogledajte CEFR) i kapacitete za ponovnu preradu.
Globalno partnerstvo za nuklearnu energiju, bio je predlog SAD u administraciji Džordža V. Buša da se formira međunarodno partnerstvo kako bi se istrošeno nuklearno gorivo ponovo preradilo na način koji plutonijum u njemu čini upotrebljivim za nuklearno gorivo, ali ne i za nuklearno oružje. Ponovna prerada istrošenog nuklearnog goriva iz komercijalnih reaktora nije dozvoljena u Sjedinjenim Državama zbog neproliferacionih razmatranja. Sve druge zemlje koje se bave preradom već dugo imaju nuklearno oružje iz vojno fokusiranih „istraživačkih“ reaktorskih goriva, osim Japana. Normalno, sa menjanjem goriva svake tri godine, otprilike polovina od 239
Pu je 'sagorena' u reaktoru, obezbeđujući oko jedne trećine ukupne energije. On se ponaša kao 235
U i svom fisionom oslobađanju slične količine energije. Što je veće sagorevanje, to je više plutonijuma u istrošenom gorivu, ali je manja frakcija fisijskog plutonijuma. Tipično oko jedan procenat iskorišćenog goriva koje se ispušta iz reaktora je plutonijum, a oko dve trećine ovog goriva je fisiono (oko 50% 239
Pu, 15% 241
Pu). Širom sveta, oko 70 tona plutonijuma sadržanog u korišćenom gorivu uklanja se prilikom punjenja reaktora svake godine.

## Spoljašnje veze

### PWR gorivo
- „NEI fuel schematic”. Архивирано из оригинала 2004-10-22. г. Приступљено 2005-12-14.
- „Picture of a PWR fuel assembly”. Архивирано из оригинала 2015-04-23. г. Приступљено 2005-12-14.
- Picture showing handling of a PWR bundle
- „Mitsubishi nuclear fuel Co.”. Архивирано из оригинала 2012-02-24. г. Приступљено 2005-12-14.

### BWR gorivo
- „Picture of a "canned" BWR assembly”. Архивирано из оригинала 2006-08-28. г. Приступљено 2005-12-14.
- Physical description of LWR fuel
- Links to BWR photos from the nuclear tourist webpage

### CANDU gorivo
- CANDU Fuel pictures and FAQ
- Basics on CANDU design
- The Evolution of CANDU Fuel Cycles and their Potential Contribution to World Peace
- „CANDU Fuel-Management Course” (PDF). Архивирано из оригинала (PDF) 2006-03-15. г. Приступљено 2005-12-17.
- CANDU Fuel and Reactor Specifics (Nuclear Tourist)
- Candu Fuel Rods and Bundles

### TRISO gorivo
- Alameri, Saeed A.; Alrwashdeh, Mohammad (2021). „Preliminary three-dimensional neutronic analysis of IFBA coated TRISO fuel particles in prismatic-core advanced high temperature reactor”. Annals of Nuclear Energy. 163. doi:10.1016/j.anucene.2021.108551.
- Alrwashdeh, Mohammad; Alameri, Saeed A.; Alkaabi, Ahmed K. (2020). „Preliminary Study of a Prismatic-Core Advanced High-Temperature Reactor Fuel Using Homogenization Double-Heterogeneous Method”. Nuclear Science and Engineering. 194 (2): 163—167. Bibcode:2020NSE...194..163A. S2CID 209983934. doi:10.1080/00295639.2019.1672511.
- TRISO fuel descripción
- Non-Destructive Examination of SiC Nuclear Fuel Shell using X-Ray Fluorescence Microtomography Technique
- GT-MHR fuel compact process Архивирано 2006-03-06 на сајту
- Description of TRISO fuel for "pebbles"
- LANL webpage showing various stages of TRISO fuel production
- Method to calculate the temperature profile in TRISO fuel Архивирано 2016-04-15 на сајту

### QUADRISO gorivo
- Conceptual Design of QUADRISO Fuel

### CERMET gorivo
- „A Review of Fifty Years of Space Nuclear Fuel Development Programs” (PDF). Архивирано из оригинала (PDF) 2005-12-30. г. Приступљено 2005-12-14.
- Thoria-based Cermet Nuclear Fuel: Sintered Microsphere Fabrication by Spray Drying
- „The Use of Molybdenum-Based Ceramic-Metal (CerMet) Fuel for the Actinide Management in LWRs” (PDF). Архивирано из оригинала (PDF) 2006-03-19. г. Приступљено 2005-12-14.

### Gorivo tipa ploča
- Reactor Monte Carlo (RMC) model validation and verification in compare with MCNP for plate-type reactor
- List of reactors at INL and picture of ATR core
- ATR plate fuel

### TRIGA gorivo
- „General Atomics TRIGA fuel website”. Архивирано из оригинала 2005-12-23. г. Приступљено 2005-12-14.

### Fuzono gorivo
- Advanced fusion fuels presentation Архивирано 2016-04-15 на сајту